# مستقيمة القرن
مستقيمة القرن (الاسم العلمي: Orthoceras)، وهو جنس منقرض من نوتويد رأسيات القدم، كانت مقتصرة على الأحجار الجيرية في البحر لفترة الأوردوفيشي الأوسط في دول البلطيق والسويد.